# Коктал (река)
Кокта́л — река в Казахстане, в Таласском районе Жамбылской области. Впадает в озеро Ащыколь с западной стороны. Длина 61 км, площадь водосбора 482 км². Берёт начало на северном склоне Каратау. Течёт на северо-восток. Русло узкое, берега отрывистые. Среднегодовой расход воды 1,2 м³/с. В среднем течении расположены места отдыха (профилакторий, летний лагерь) и село Коктал.